# Escambia County (Florida)
Das Escambia County ist ein County im US-Bundesstaat Florida. Bei der Volkszählung im Jahr 2020 hatte das County 321.905 Einwohner und eine Bevölkerungsdichte von 187,6 Einwohnern pro Quadratkilometer. Der Verwaltungssitz (County Seat) ist Pensacola.

## Geographie
Das County liegt im so genannten Florida Panhandle und ist zugleich das westlichste des gesamten Bundesstaates. Es hat eine Fläche von 2.268 Quadratkilometern, wovon 552 Quadratkilometer Wasserfläche sind. An das Escambia County grenzen folgende Countys:
|                          | Escambia County (Alabama) |                   |
| Baldwin County (Alabama) |                           | Santa Rosa County |
|                          |                           |                   |

Zusammen mit dem Santa Rosa County bildet das County die Metropolregion Pensacola.

## Geschichte
Das Escambia County wurde am 21. Juli 1821 gemeinsam mit dem St. Johns County als eines der beiden ursprünglichen Countys Floridas gebildet. Benannt wurde es nach dem Escambia River.

## Demografische Daten

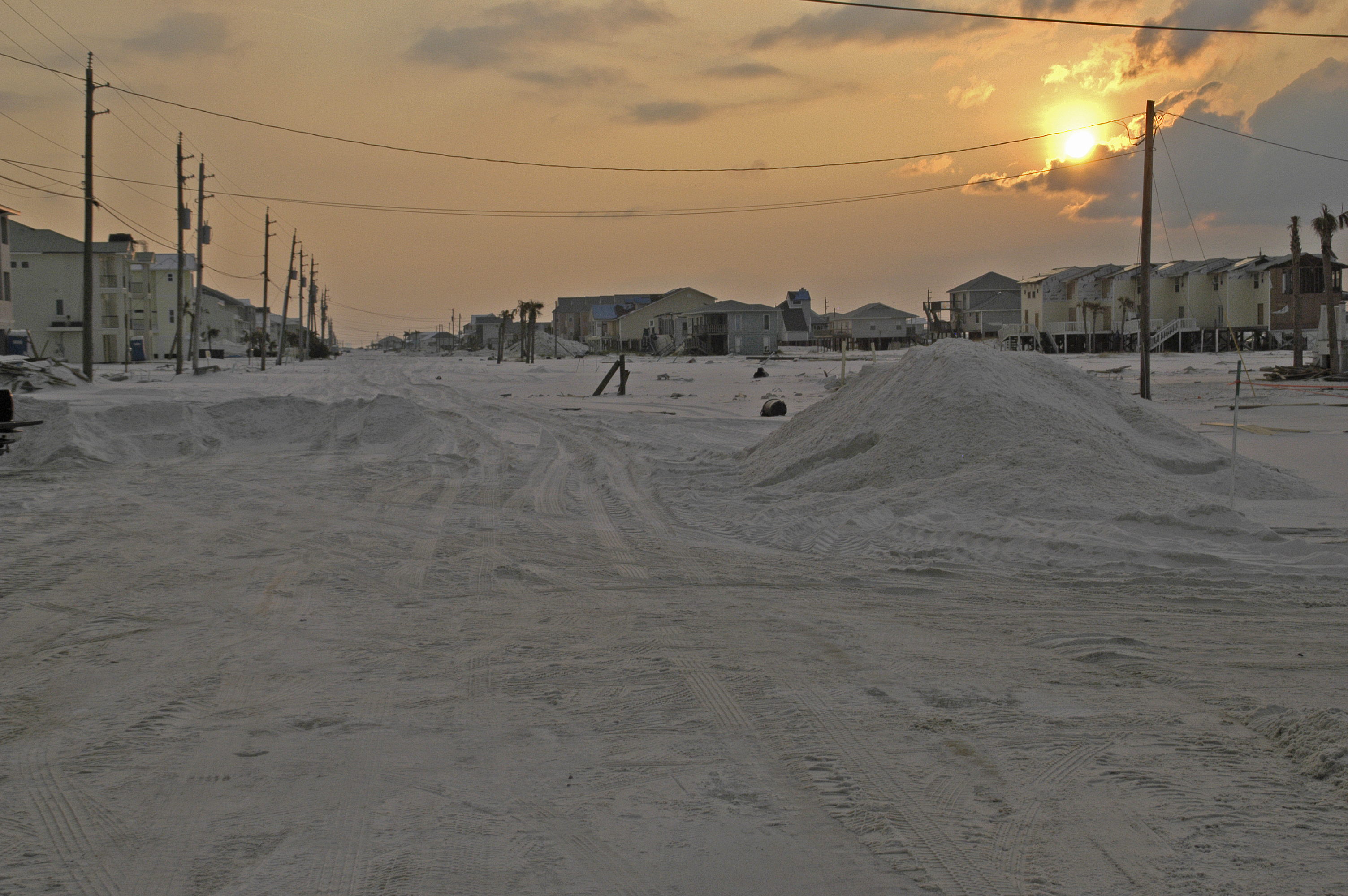
Navarre Beach nach dem Hurrikan Katrina am 31. August 2005

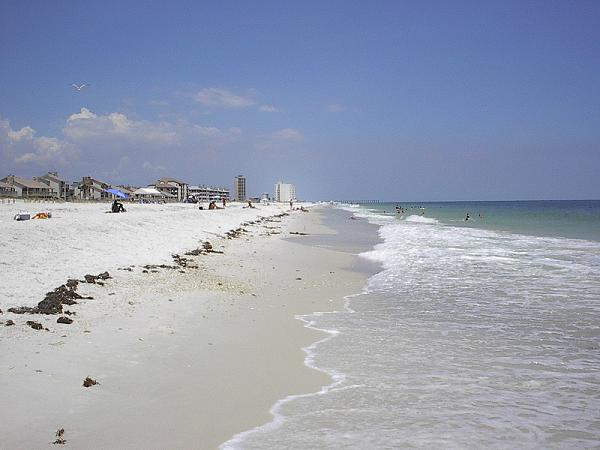
Pensacola Beach

Nach der Volkszählung im Jahr 2010 lebten im Escambia County 297.619 Menschen in 117.436 Haushalten. Die Bevölkerungsdichte betrug 173,4 Einwohner pro Quadratkilometer.
Ethnisch betrachtet setzte sich die Bevölkerung zusammen aus 68,9 Prozent Weißen, 22,9 Prozent Afroamerikanern, 0,9 Prozent Indianern, 2,7 Prozent Asiaten sowie aus anderen ethnischen Gruppen; 3,2 Prozent stammten von zwei oder mehr Ethnien ab. Unabhängig von der ethnischen Zugehörigkeit waren 4,7 Prozent der Bevölkerung spanischer oder lateinamerikanischer Abstammung.
In den 117.436 Haushalten lebten statistisch je 2,41 Personen.
21,6 Prozent der Bevölkerung waren unter 18 Jahre alt, 64,0 Prozent waren zwischen 18 und 64 und 14,4 Prozent waren 65 Jahre oder älter. 50,6 Prozent der Bevölkerung war weiblich.

Das jährliche Durchschnittseinkommen eines Haushalts lag bei 40.794 USD. Das Prokopfeinkommen betrug 23.154 USD. 18,9 Prozent der Einwohner lebten unterhalb der Armutsgrenze.

## Kultur und Sehenswürdigkeiten

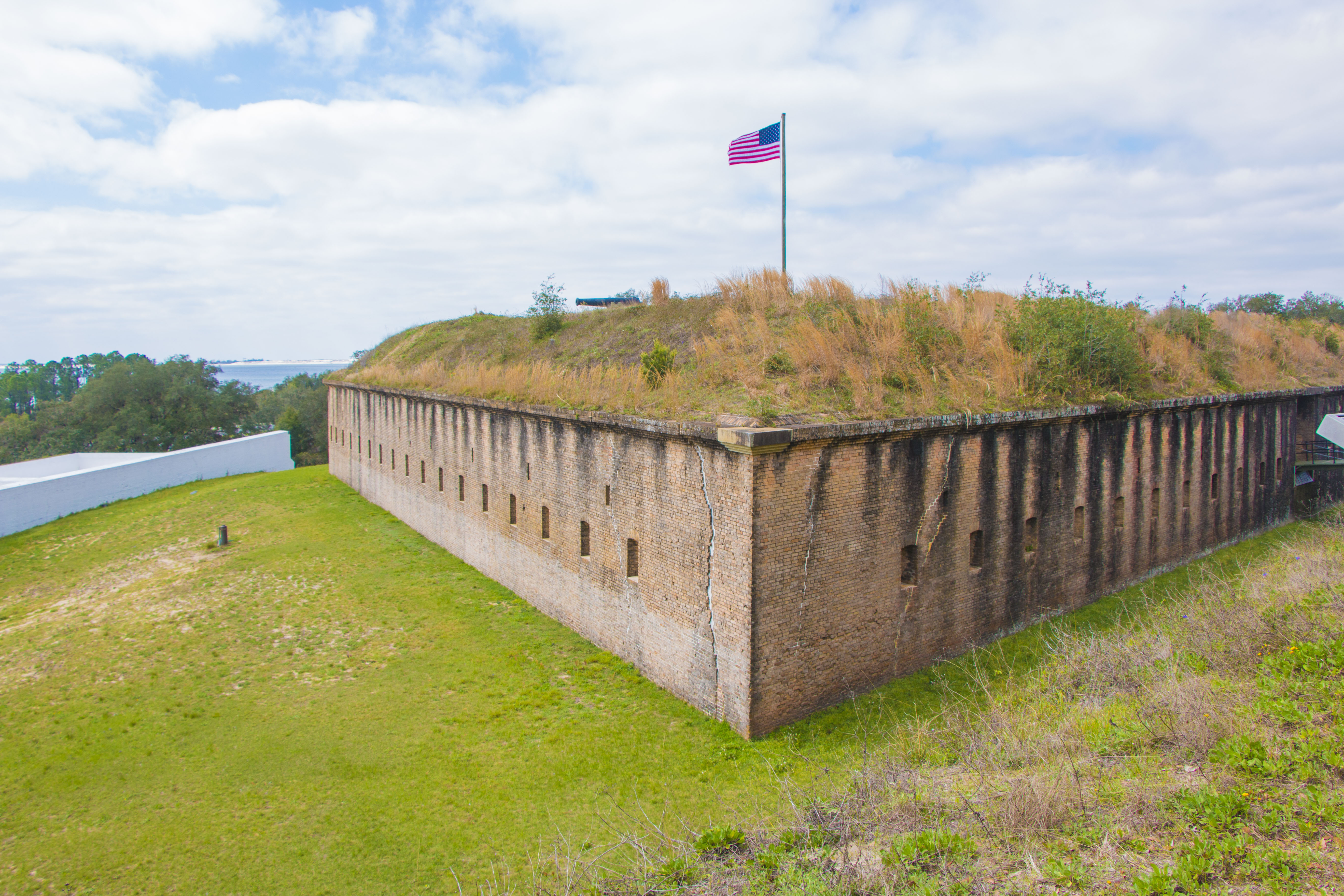
Fort Barrancas (2019). Dieses Fort wurde Ende des 18. Jahrhunderts von den Spaniern Fort San Carlos de Barrancas errichtet und gehörte zu deren Kolonie Westflorida. Während des Britisch-Amerikanischen Kriegs war es Schauplatz der Schlacht von Pensacola. In den 1840er Jahren wurde das Fort von der United States Army erneuert und vergrößert. Im Jahr 1947 wurde es außer Dienst gestellt. Im Oktober 1960 erhielt die Stätte den Status eines National Historic Landmark zuerkannt. Sechs Jahre später folgte der Eintrag in das NRHP.

Insgesamt sind 42 Bauwerke, Stätten und historische Bezirke (Historic Districts) im Escambia County im National Register of Historic Places („Nationales Verzeichnis historischer Orte“; NRHP) eingetragen (Stand 17. Januar 2023), darunter haben das Fort Barrancas, der Pensacola Naval Air Station Historic District und die Plaza Ferdinand VII den Status von National Historic Landmarks („Nationales historisches Wahrzeichen“).

## Weiterführende Bildungseinrichtungen
- Pensacola Christian College in Pensacola
- Pensacola Junior College in Pensacola
- University of West Florida in Pensacola
- Pensacola Junior College in Warrington

## Orte im Escambia County
Orte im Escambia County mit Einwohnerzahlen der Volkszählung von 2010:
City:
- Pensacola (County Seat) – 51.923 Einwohner

Town:
- Century – 1.698 Einwohner

Census-designated places:
- Bellview – 23.355 Einwohner
- Brent – 21.804 Einwohner
- Ensley – 20.602 Einwohner
- Ferry Pass – 28.921 Einwohner
- Gonzales – 13.273 Einwohner
- Goulding – 4.102 Einwohner
- Molino – 1.277 Einwohner
- Myrtle Grove – 15.870 Einwohner
- Warrington – 14.531 Einwohner
- West Pensacola – 21.339 Einwohner